# Fausta separata
Fausta separata är en tvåvingeart som beskrevs av Zimin 1960. Fausta separata ingår i släktet Fausta och familjen parasitflugor. Inga underarter finns listade i Catalogue of Life.